# Bratkovice, Příbram
Bratkovice là một làng thuộc huyện Příbram, vùng Středočeský, Cộng hòa Séc.